# Marchocice (Sainte-Croix)
Pour les articles homonymes, voir Marchocice.
Marchocice est une localité polonaise de la gmina de Secemin, située dans le powiat de Włoszczowa en voïvodie de Sainte-Croix.